# 選言三段論法
選言三段論法（せんげんさんだんろんぽう、英: Disjunctive syllogism）とは、論理学において、「大前提」を選言命題（選択肢を持った命題）にし、「小前提」でその選択肢に対する肯定・否定を行なうことで、「結論」を導く形式の三段論法のこと。選言的三段論法とも。

次に挙げるような妥当な演繹の論証形式の一種。
```
Pであるか、またはQである
Pでない
したがって、Qである
```

論理演算の記法では次のようになる。
```

  

    

      

        
P

        
∨

        
Q

        
,

      

    

    
{\displaystyle P\lor Q,}

  

  

    

      

        
¬

        
P

      

    

    
{\displaystyle \lnot P}

  

  

    

      

        
⊢

        
Q

      

    

    
{\displaystyle \vdash Q}

  

```

ここで {\displaystyle \vdash } は論理的帰結を表す。

## 概要
大まかに言えば、最初に2つの文のうち少なくとも1つが真であるとされる。次にそのうちの1つが真ではないとされる。そこから推論することで、残った文が真であると結論付けられる。これが「選言三段論法」と呼ばれるのは、論証が三段階（三段論法）であることと、「または」で表される論理和（選言）の形式を含んでいるためである。「Pか、またはQのどちらか」と言った場合のPやQを「選言肢; disjuncts」と呼ぶ。
選言三段論法は、「または」が「包含的; inclusive」であっても「排他的; exclusive」であっても機能することに注意されたい（詳しくは後述）。

## 例
```
私はスープを選ぶか、またはサラダを選ぶ。
私はスープを選ばない。
従って、私はサラダを選ぶ。
```

別の例
```
Browns が勝つか、または Bengals が勝つかのどちらかである。
Browns は勝たない。
従って、Bengals が勝つ。
```

## 包含的論理和と排他的論理和
論理和には、次の2種類がある。
- 包含的論理和は、英語で "and/or" と表記される場合と等価であり、一方だけ真かもしれないし、両方が真かもしれない。
- 排他的論理和 ("xor") は、一方が真であれば、もう一方は必ず偽である。両方同時に真、あるいは両方同時に偽ということはあり得ない。

一般に自然言語では、論理和的な文がこれら2つのうちどちらの意味であるかは曖昧な場合が多いが、その違いは重要である。
```
Pであるか、またはQである
Pでない
したがって、Qである
```

この場合、包含的にも排他的にも解釈できる。しかし、次の場合は排他的論理和でのみ成り立つ。
```
Pであるか、またはQである
Pである
したがって、Qでない
```

包含的論理和と解釈すると、上記の帰結は導けない。これを選言肯定の誤謬という。

## その他の関連する論法
モーダスポネンスやモーダストレンスとは異なり、選言三段論法は論理体系における明確な推論規則や公理とされないことが多く、背理法と論理和の除去を組み合わせることで（やや回りくどいが）証明可能である。
他にも、類似の論法として定言的三段論法や仮言的三段論法がある。